# Chihana
Chihana（ちはな、1988年3月21日）は、日本のギタリスト、シンガーソングライター。Republic Guitars エンドースメントアーティスト。東京都出身。

## 経歴
高校時代　村八分のコピーバンドでエレクトリック・ギターを担当。解散後、加藤義明（村八分）のサポート・ギタリストとなる。
2009年2月　Get Hip Recordsより『Sweet Nothings』でデビュー。
同年2月3日、Shibuya AXにて加藤和彦に抜擢され、VITAMIN-Q featuring ANZAのデビュー・ライブのオープニング・アクトを務める。
2009年5月　ダン・ヒックス来日公演のオープニング・アクトを務める。
2009年9月29日　ドニー・フリッツ来日公演　横浜サムズ・アップにてオープニング・アクトを務める。
2011年1月　チップ・テイラー来日公演のオープニング・アクトを務める。
2012年　FUJI ROCK FESTIVAL '12（Gypsy Avalonステージ）へメジャー・レーベルからのリリース実績がないアーティストとしては異例の出演。
2013年3月　自主レーベルBlue Bayou Recordsより『RED and BLUE』リリース。共演したチップ・テイラーの書き下ろし曲「Guitar Girl」が収録される。
2016年7月　自主レーベルBlue Bayou Recordsより『Blue Moon Saloon』リリース。22都道府県を回るツアーを敢行。
2016年9月〜11月　上海、北京、ニューヨーク、ナッシュヴィル、サンフランシスコ、ロサンゼルスでライブを決行する。
2019年4月　W.C.カラスらと組んだバンドWild Chillunで「Rock & Roll Fantasy」（Pヴァイン）をリリース。スライド・ギター、歌、楽曲提供で参加する。

## 加藤和彦との出会い
Chihana使用機材のドブロ社製リゾネーター・ギター(モデル33)は、VITAMIN-Q featuring ANZAのデビュー・ライブのオープニング・アクトを務めた際に、加藤和彦本人から譲り受けたものである。
楽屋には「このドブロを使ってもらえると嬉しい」という加藤和彦のメッセージとともに、モデル33の入ったハードケースが置かれていた。

## ファッション
ヴィンテージやウエスタン・テイストなどを取り入れたファッションでも注目され、iD-JAPAN Vol.3にて「50 年代に生まれたピンナップ・カルチャーを追いつづけるジャパニーズ・ガールたち」の一人として紹介される。

## アルバム
- 2009年『Sweet Nothings』(Get Hip Records) BBR-002
- 2013年『RED and BLUE』(Blue Bayou Records) BBR-005
- 2016年『Blue Moon Saloon』(Blue Bayou Records) BBR-006

## 教則 DVD
- 『ゼッタイ弾ける！スライド・ギター超入門』（2013年12月、アトス・インターナショナル）ATDV-332　[11]